# Erick Fión
Erick Fión (20 febbraio 1976) è un ex calciatore ed ex giocatore di calcio a 5 guatemalteco.

## Biografia
È figlio del calciatore Marco Antonio Fión che, nel 1967, conquistò l'unica Gold Cup vinta finora dal Guatemala.

## Carriera
Come massimo riconoscimento in carriera vanta la partecipazione, con la nazionale guatemalteca, al FIFA Futsal World Championship 2000 in cui la selezione centroamericana è stata eliminata nel girone del primo turno comprendente Brasile, Portogallo e Kazakistan .